# Daniel Oehry
Daniel Oehry (Grabs, 20 febbraio 1971) è un politico liechtensteinese.

## Biografia
È nato nel 1971 all'ospedale di Grabs, uno dei tre figli del postino Anton Oehry e di Hannelore Schreiber.
Frequentò a Ruggell la scuola elementare dal 1978 al 1983 e a Eschen quella secondaria fino al 1987, anno in cui cominciò un apprendistato come disegnatore tecnico alla Hilti di Schaan, presso cui ha lavorato dal 1991 al 2025.
Completò gli studi di ingegneria meccanica dal 1992 al 1996 alla Liechtensteinischen Ingenieurschule.
Iscritto al Partito Progressista dei Cittadini (FBP), è stato consigliere comunale di Eschen dal 2003 fino al 2011. Ha fatto parte del Landtag dal 2017 al 2025, ricoprendo anche l'incarico di portavoce del gruppo parlamentare dell'FBP fino al 2023; dallo stesso anno fino al 2024 è stato presidente del partito.
Dal 10 aprile 2025 è ministro delle infrastrutture e dell'istruzione nel governo Haas.

## Vita privata
È sposato con la maestra d'asilo Sybille Hoop (22 febbraio 1975), con cui ha due figli, dal 17 maggio 1997.